# 尚于博
尚于博（1983年5月31日—2011年10月25日），曾用藝名尚偉伯，是一名中國籍演員，曾參與電影《野草莓》，劇集《娘家的故事》和《杜拉拉升職記》及舞臺劇《你在紅樓，我在西遊》等等。

## 踏入星途
尚于博生於中國湖北，家境殷實，他從小隨父母到深圳生活，父母皆為商人，由於他們商務繁忙，所以他小時候大部份時間都是孤獨過活。尚于博對歷史和、藝術和哲學有濃厚興趣，高中時加入戲劇社，從而開啟對戲劇的興趣，並曾參與劇集拍攝。他在高考取得760分，在2001年就讀中央戲劇學院表演系，他希望成為一名職業話劇演員，2004年首次參與電影拍攝，為《槍手》的其中一名配角。
他在中央戲劇學院時頻繁參與話劇演出，目標是加入國家級專業話劇團體，可是畢業後未能如願。他對自己的前境感到失望，於是一改目標，轉型往影視圈發展，2005年參與劇集《陸軍特戰隊》演出，由配角做起。
尚于博演技受到認可，他的經歷與劉燁相似，並被認為是劉燁的接班人之一。他的名氣穩步上揚，接拍劇集《娘家的故事》，一改戲路，飾演一名懦弱畏缩的小男人，觀眾對他成熟的演技印象深刻。他接拍《杜拉拉升職記》後，以雅痞青年的形象出場，憑藉戲集的知名度，嶄露頭角成為多套劇集和電影的角色，包括以愛情為題材的《野草莓》及《花》，《花》更入圍威尼斯電影節的揭幕影片，備受歐美觀眾和傳媒贊賞。
與此同時，尚于博重燃對話劇和音樂劇的熱愛，創作多部話劇和音樂劇，並積極參與話劇演出。

## 自殺
在《娘家的故事3》開播時，有合作過的宣傳人員發現尚于博的情緒異常低落，當時宣傳人員以為他因為疲憊不堪所以才出現影響情緒的情況。一個月後，尚于博在2011年10月25日上午11時於北京跳樓自殺身亡，其時死訊並未張揚。直到11月13日，網路上流傳尚于博逝世的消息，傳媒將信將疑，聯絡他的經理人後證實死訊，獲悉尚于博的遺體告別儀式已於北京昌平南口鎮天壽陵園舉行並下葬。遲發死訊，是因為保護尚于博的家人。
同日他的經理人發表聲明：
——「影視新星尚于博因患抑鬱症，于今年10月25日上午在北京不幸辭世，年僅28歲。13日他的至親好友在京為他舉行了送行儀式。

尚于博以優異成績畢業于中央戲劇學院表演係。從進大學至今，尚于博先後出演了二十多部影視劇和話劇作品。近兩年憑借《娘家的故事》三部曲和《杜拉拉升職記》《海峽往事》以及婁燁導演的《花》及近期熱播的《瑤山大剿匪》影視作品成為內地新晉男星。 他為人低調厚道，性格沉穩。
據尚于博的心理醫生稱，尚于博幾年前患上抑鬱症，時好時壞，近期病情加重，深受病痛折磨。他的辭世對他自己是一種解脫，但給親人帶來了無盡的傷痛，同時也給廣大影迷和網絡粉絲帶來了深深的遺憾。

心理學家稱全球4%~15%的人隨時受到抑鬱症的影響，這種常見的精神疾病可能發作于任何人身上。尚于博的家人希望所有關心尚于博的人讓時間衝淡記憶，同時也希望全社會的人都來關注抑鬱症病患者，向他們伸出援助之手，幫他們解除或減輕病痛，為他們獻出愛心。」
尚于博的死訊引發影劇圈的驚愕，尤其在他演藝事業蒸蒸日上，星途一片光明之際。他的朋友皆知曉尚于博有抑鬱症，但症狀不明顯，更形容他情商很高，為人灑脫開朗，性格溫和，沉默內斂，也喜歡踢足球，熱衷旅游，愛好大自然，而且尚于博也在微博中寫上「生活太美好！」的字句，斷看不出熱愛生命的他會輕生。尚于博的助手在10月28日於他的微博中上傳圖片，一度以為尚于博未死的假象，他的經理人澄清是助手為了紀念尚于博而上傳。有傳尚于博是因為感情問題和家庭衝突而自殺，經理人一一否認，並再次引用聲明，尚于博是因為擺脫抑鬱症而自殺。
尚于博的哥哥尚進、前輩王國華、老師郝戎、同學孫立石、于方園、張默、朋友采采、一葦紛紛撰文悼念尚于博。

## 參與電影、劇集和話劇

### 電影
- 2011年《花》
- 2010年《野草莓》
- 2008年《大海道之魅影狂沙》 飾易敬軒
- 2007年《red boy》 飾田間
- 2005年《風雨俏冤家》 飾王梓
- 2004年《槍手》 飾肖聰

### 劇集
- 2011年《娘家的故事3》飾沈建弘
- 2010年《娘家的故事2》飾沈建弘
- 2010年《瑤山大剿匪》（又名《瑤山飛狐》）飾莫三甲
- 2010年《杜拉拉升職記》飾李鴻明
- 2009年《你是我的生命》飾岳曉峰
- 2009年《娘家的故事》飾沈建弘
- 2008年《海峽往事》飾雄一
- 2008年《家有爹娘II》飾秦海
- 2007年《天涯咫尺》飾龍貫一
- 2007年《迅雷急先鋒》飾古陽
- 2007年《讓愛化作珍珠雨》飾沈禮安
- 2007年《都是愛情惹的禍》又名（《成都今夜請將我遺忘》）飾張翔
- 2006年《追夢英雄》飾田飛
- 2006年《在路上》飾白宇
- 2006年《給我一個愛的理由》飾黃銳
- 2006年《周璇》飾趙丹
- 2006年《浪擊天涯》 飾Chris
- 2005年《陸軍特戰隊》飾聶志遠
- 2000年《蔣新松》飾蔣小明

### 話劇
- 2010年《你在紅樓，我在西遊》飾賈寶玉/唐僧[16]
- 《办公室的故事》饰 诺沃谢利采夫
- 《家》饰 觉新
- 《乱世佳人》饰 白瑞德
- 《萨勒姆的女巫》饰 丹佛斯
- 《大宅门》饰 白景琦
- 《秦颂》饰 高渐离
- 《三块钱国币》饰 杨长雄
- 《我这一辈子》饰 福海
- 《暗恋桃花源》饰 江滨
- 《心心相印》饰 “他”
- 《红白喜事》饰 金豆 申四叔
- 《长椅轶事》

## 外部連結
- 尚于博的微博 （页面存档备份，存于）
- 尚于博的博客 （页面存档备份，存于）